# 江戸東京歴史文化ルネッサンス
一般財団法人江戸東京歴史文化ルネッサンス（えどとうきょうれきしぶんかるねっさんす）は、本丸御殿等の江戸城全体整備構想の策定並びに江戸・東京の歴史文化や水辺の資源を活かした観光まちづくりの形成に向け活動している法人。

## 沿革
- 2017年1月: 一般財団法人「江戸城天守再建・歴史文化まちづくりルネッサンスの会」を設立
- 2018年4月: 一般財団法人「江戸・東京歴史文化ルネッサンスの会」に名称を変更
- 2019年6月: 一般財団法人「江戸東京歴史文化ルネッサンス」に名称を変更